# Lijst van voetbalinterlands Bangladesh - Hongkong (vrouwen)
Deze lijst van voetbalinterlands is een overzicht van alle officiële voetbalinterlands tussen de nationale vrouwenteams van Bangladesh en Hongkong. De landen hebben tot nu toe één keer tegen elkaar gespeeld.

## Wedstrijden
| № | Plaats   | Datum             | Competitie        | Wedstrijd             | Uitslag |
| - | -------- | ----------------- | ----------------- | --------------------- | ------- |
| 1 | Tasjkent | 26 september 2021 | Vriendschappelijk | Bangladesh − Hongkong | 5 − 0   |

## Samenvatting
| Competitie        | Totaal gespeeld | Winst Bangladesh | Gelijk | Winst Hongkong | Doelsaldo Bangladesh – Hongkong |
| ----------------- | --------------- | ---------------- | ------ | -------------- | ------------------------------- |
| Vriendschappelijk | 1               | 1                | 0      | 0              | 5 − 0                           |
| Totaal            | 1               | 1                | 0      | 0              | 5 − 0                           |